# 哈里·希勒
哈利·朱利叶斯·希勒（英語：Harry Julius Shearer，1943年12月23日—）是一名美国演员、喜剧演员、作家、配音演员。他在动画片《辛普森一家》中多样的配音最广为人知。他为蒙哥马利·伯恩斯、韦伦·史密瑟斯、内德·弗兰德、蒂莫西·洛夫乔伊牧师、肯特·布罗克曼、希伯特医生、伦尼·伦纳德、斯金纳校长、奥托·曼和其他角色。